# Svalbarðseyri
Svalbarðseyri – miejscowość w północnej Islandii, na wschodnim wybrzeżu fiordu Eyjafjörður, po drugiej stronie w stosunku do Akureyri, głównego miasta regionu Norðurland eystra. Jest siedzibą gminy Svalbarðsstrandarhreppur. W jej pobliżu przebiega droga krajowa nr 1. W 2011 liczyła 245 mieszkańców, a w 2018 - 337.